# 산줄리아노테르메
산줄리아노테르메(San Giuliano Terme)는 이탈리아 토스카나주의 피사도에 위치한 코무네 (지방자치단체)이다. 피렌체에서 서쪽 약 80 킬로미터 (50 mi) 피사에서 동쪽 약 5 킬로미터 (3 mi) 거리에 있다.

## 주요 관광지
피사도의 구릉 지대는 19세기 초에 알고 있던 여행자들 사이에서는 이미 유명한 장소였고 산줄리아노의 온천이 발전함에 따라 카를로 골도니가 말했던 거와 같은 것을 오늘날까지도 누릴 수 있다.
이 지역에서 유명한 곳은 다음과 같다:
- 아냐노 저택 (Villa di Agnano)
- 몰리나 저택 (Villa Le Molina)
- 론초니 저택 (Villa Roncioni)
- 타디니 부오닌세그니 저택 (Villa Tadini Buoninsegni)
- 알타 저택 (Villa Alta_
- 코를리아노 저택 - 1592년에 제작된 안드레아 보스콜리의 프레스코 소장.
- 바니 디 피사 (Bagni di Pisa) - 산줄리아노테르메의 온천

## 주요 인물
- 알베르토 바티스토니 - 축구 선수
- 마시모 바르투티 - 축구 선수
- 마시모 카르마시 - 건축가
- 디에고 파브리니 - 축구 선수
- 프란체스코 모리니 - 축구 선수
- 레오 파르디 - 동물학자 및 생태학자

## 자매 도시
- 독일 바트 퇼츠 (2003년 이후)